# 1752
1752 (MDCCLII) va ser un any de traspàs començat en dissabte del calendari gregorià i un any de traspàs començat en dimecres segons el calendari julià. A l'Imperi Britànic i a causa de l'adopció del calendari gregorià, aquest any només va tenir 355 dies, perquè els dies compresos entre el 3 i el 13 de setembre van ser omesos, ambdós inclosos.

## Esdeveniments
Països Catalans
- 24 de setembre - Barcelona: s'hi fa el primer assaig d'enllumenat públic amb oli.[2]

Resta del món
- 1 de gener: L'Imperi Britànic adopta el calendari Gregorià.[1]
- 23 de març: es publica el Halifax Gazette, el primer diari canadenc.[3]
- 23 de maig - Buenos Aires: s'enfonsa la major part de la catedral.[4]
- 14 de juny - Aranjuez: el Regne d'Espanya signa el Tractat d'Aranjuez amb el Sacre Imperi i el Regne de Sardenya-Piemont amb el qual es comprometen a ajut mutu i que es respectaran els respectius territoris a la Península Itàlica.
- 15 de juny: Benjamin Franklin demostra que el llamp és electricitat amb una cometa.[5]

## Naixements
Països Catalans
- 24 d'octubre - Maó: Pasqual Calbó i Caldés, pintor.[6]
- Vilafranca del Penedès: Manuel Barba i Roca, advocat i agrònom.[7]
- Perpinyà: Francesc Xavier de Llucià, polític.[8]
- Xàtiva: Josep Jordà i Maltés, cap d'esquadra de l'armada.[9]
- Camprodon: Joan Izquierdo i Capdevila, pensador il·lustrat.[10]
- València: Marià Llorente, escriptor.[11]

Resta del món
- 13 de gener - Roma: Eleonora Fonseca Pimentel, poetessa, activista, periodista i revolucionària en la República Partenopea (m. 1799).[12]
- 23 de gener - Roma, Itàlia: Muzio Clementi, compositor, intèrpret virtuós d'instruments de tecla, professor, editor musical i constructor de pianos d'origen italià establert a Anglaterra (n. 1752).[13]
- 21 de març - Killingly, Connecticut: Mary Dixon Kies, inventora, primera dona estatunidenca a demanar i obtenir una patent (m. 1837).[14]
- 13 de juny - King's Lynn, Norfolk, Anglaterraː Fanny Burney, novel·lista i dramaturga anglesa (m. 1840).[15]
- 7 de juliol - Lió (França): Joseph Marie Jacquard, inventor francès conegut per automatitzar, mitjançant l'ús de targetes perforades, l'anomenat teler de Jacquard (m. 1834).[16]
- Baiona: Francisco Cabarrús, financer i polític al servei de la monarquia hispànica.[17]
- Lima: Luis Fermín de Carvajal y Vargas, militar i capità general de Catalunya.[18]
- Volínia: Franciszek Zabłocki, comediògraf i poeta satíric.[19]
- Viena: Maria Carolina d'Àustria, reina de Nàpols i Sicília.[20]
- Viševac: Jordi I de Sèrbia, príncep de Sèrbia (1804-13) i cap de la dinastia Karagjorgević.[21]
- Nàpols: Nicola Antonio Zingarelli, compositor italià.[22]
- Londres: John Nash, arquitecte anglès.[23]

## Necrològiques
Països Catalans
- Perpinyà: Josep Bosc, numismàtic i notari.[24]
- 9 de desembre - Catarroja: Francesc de Catarroja, missioner caputxí.[25][26]
- Palma: Agustí Antic de Llorac, eclesiàstic.[27]

Resta del món
- Viena: Conrad Rudolf, escultor alemany.[28]
- Nàpols: Jacopo Amigoni, pintor.[29]
- Versalles: Lluís d'Orleans, duc d'Orleans.[30]